# Picromòmids
Els picromòmids (Picromomyidae) són una família extinta de primats de la superfamília dels microsiopoïdeus que visqueren a Nord-amèrica durant l'Eocè, fa entre 39,7 i 54,9 milions d'anys. Se n'han trobat restes fòssils a Califòrnia i Wyoming (Estats Units). Eren si fa no fa igual de grossos que les musaranyes; el gènere tipus, Picromomys, era un plesiadapiforme diminut, més petit que qualsevol primat vivent, amb un pes estimat de 10 g. Tenien les dents molars de corona molt baixa i tenien la quarta dent premolar inferior engrandida, fins al punt que era més grossa que la primera molar.